# The Karambol
The Karambol je vinkovački rock bend nastao pod utjecajem Sex Pistolsa.

## Povijest
Nastali su 23. rujna 1979. godine, kada započinju sa svirkama u Omladinskom domu u Vinkovcima. Prvi članovi bili su Viktor Lukačević – Stiv (bas), Damir Maričić – Marof (bubnjevi), Marin Pokrovac (gitara) i Vladimir Bakarić (gitara, vokal). Marin Pokrovac, smatran za jednog od najboljih vinkovačkih gitarista, koji je bio i svojevrsni mentor i učitelj preostaloj trojici, je tragično preminuo. Vladimir, Viktor i Damir bili su jezgra banda, kroz koji je prošla još nekolicina značajnih imena. Gitarist Saša Mezak najduže se zadržao u bendu izuzev originalne trojice koji se znaju cijeli život. Bend su u 80-tima održali 4-5 godina te odsvirali desetke koncerata u Vinkovcima i okolici.
Okupili su se ponovno 2006. godine na koncertu 'Aveti prošlosti' održanom u Vinkovcima, odsvirali tri pjesme 'Razmišljanja', 'Kristina' i 'Ljubav' te oduševili brojne ljude koji su za njih znali ali i one puno mlađe, koji su ih čuli prvi puta. Nakon „Aveta prošlosti“, manifestacije koja je ponovno okupila sve vinkovačke bendove iz osamdesetih na jednom mjestu u prosincu 2006. godine, odlučili su ponovno uzeti instrumente u ruke i nastaviti sa svirkama i oživljavanjem the Karambola.
Nakon nekoliko svirki band napušta basista, a njegovo mjesto zauzima Miroslav Fuzy. Ubrzo odlaze u studio i snimaju pjesmu 'Svirepo i brutalno' u suradnji s njihovim prijateljem popularnim reperom Shortyjem. Na snimanju im se priključuje i, kasnije stalni član, Hrvoje Pavić. U međuvremenu sviraju i snimaju pjesme: Djetinjstvo i 'Pobunu' na kojima im se priključuje i bubnjar Hrvoje Tuček te objavljuju MP: 'Djetinjstvo'. Nekoliko puta nastupili su s dva bubnjara koji su se izmjenjivali ali je s vremenom, zbog obveza i prebivališta u Zagrebu, Damir Maričić sve rijeđe mogao dolaziti na probe i svirke te Hrvoje Tuček postaje jedini bubnjar.
Za sve tri pjesme snimljeni su i spotovi u vrhunskoj produkciji Marka Zeljkovića - Zelje i Studija 69 te se vrte na svim televizijama u RH i šire. Pjesme nastale 80-tih snimljene su i objavljene na još jednom MP-u: '80-te'.
Band se kompletira i konačno stabilizira početkom 2008. godine kada u grupu dolazi gitarista Matija Turda. U narednim godinama kroz band ponovno prolaze brojni vrhunski glazbenici (Domagoj Kunac, Branimir Štivić, Tomas Vidović, Borislav Dučić) tako da danas the Karambol zvuči puno drugačije, jer svaki od novih članova unosi nešto novo u bend, no isti prizvuk originalnog the Karambol zvuka ostaje isti. 2010. godine objavljuju svoj prvi dugosvirajući album 'Svirepo i brutalno' u izdanju 'Croatia Records-a'. Nižu se singlovi i spotovi: 'Svirepo i brutalno', 'Ne mislim na tebe', Oću van', 'Što mi život nikad nije dao'(ft. Ultras Vinkovci), 'Ne vjeruj mi'(ft. Shorty).
Godine 2013. izlazi prvi singl s drugog albuma 'Zadrži dah', zatim 'Čudne njuške'(ft. Jale), 'Vatra' i 'Budi svoj' u produkciji Branimira Jovanovca – Banija također u izdanju 'Croatia Rocrds-a'. Spotove rade s vrhunskim redateljima: Marko Zeljković, Darko Drinovac i Josip Grizbaher. U kolovozu 2023. godine izlazi album 'Nakon asvega', 10 godina nakon izlaska prvog singla s istog albuma.
Bend je odsvirao brojne koncerte i festivale te nastavljaju, u nikad jačem sastavu s prekaljenim glazbenicima koji su prošli poznatu vinkovačku školu rock 'n' rolla i svirali u većini najznačajnijih gradskih bandova,  s istim entuzijazmom kao i na samom početku.

## Članovi
Trenutni
- Vladimir Bakarić - vocal
- Matija Bajtal (Hrvoje Tuček) - bubnjevi
- Miroslav Fuzy – ritam gitara, vocal
- Josip Ćorić, Mario Dragičević – klavijature, prateći vocal
- Krešimir Janošić – solo gitara
- Slaven Nuhanović – bass gitara, prateći vocal
- Petra Marković - vocal

## Diskografija

### Studijski albumi
1. MP Djetinjstvo (VN, 2007.)
2. MP 80-te (VN, 2010.)
3. Svirepo i brutalno (Croatia Records, 2010.)
4. Nakon svega (Multi Music Media/Croatia Records, 2023.)

### Kompilacije
1. Novi Zvuk (Croatia Records, 2009.)
2. Cibalia (Ultras, 2009.)
3. Rockument (Croatia Records, 2011.)
4. CMC 200 (Croatia Records, 2019.)
5. Rockanje u Vinkovcima (Croatia Records, 2021.)

### Gostovanja
1. Shorty - Veličina nije bitna, Ne vjeruj mi (Croatia Records, 2009.)

### Singlovi i spotovi
1. Svirepo i brutalno ft. Shorty (redatelj Marko Zeljković - Zelja, VN, 2007.)
2. Djetinjstvo (redatelj Marko Zeljković - Zelja, VN, 2007.)
3. Pobuna (redatelj Marko Zeljković - Zelja, VN, 2008.)
4. Što mi život nikad nije dao ft. Ultras (redatelj Marko Zeljković - Zelja, Ultras, 2009.)
5. Ne mislim na tebe (redatelj Marko Zeljković - Zelja, Croatia Records, 2009.)
6. Ne vjeruj mi ft. Shorty (redatelj Darko Drinovac, Croatia Records, 2010.)
7. Svirepo i brutalno ft. Shorty (official i remix version) (redatelj Marko Zeljković - Zelja, Croatia Records, 2010.)
8. 'Oću van (redatelj Marko Zeljković - Zelja, Croatia Records, 2011.)
9. Zadrži dah (redatelj Marko Zeljković - Zelja, Croatia Records, 2013.)
10. Čudne njuške ft. Jale (redatelj Domagoj Farago L - Patron, Croatia Records, 2014.)
11. Vatra (redatelj Josip Grizbaher, Croatia Records, 2015.)
12. Budi svoj (redatelj Josip Grizbaher, Croatia Records, 2019.)
13. Divan dan ft. Septica (redatelj Saul Tikvić, Multi Music Media/Croatia Records, 2023.)
14. Potpuno siguran (redatelj Saul Tikvić, Multi Music Media/Croatia Records 2023.)
15. Ona nije tu (redatelj Josip Grizbaher, MultiMusic Media/Croatia Records 2025.)